# Anopheles lindesayi
Anopheles lindesayi är en tvåvingeart som beskrevs av Giles 1900. Anopheles lindesayi ingår i släktet Anopheles och familjen stickmyggor. Inga underarter finns listade i Catalogue of Life.